# Гашем Бейкзаде
Гашем Бейкзаде (перс. هاشم بیک زاده, нар. 22 січня 1984, Шираз) — іранський футболіст, лівий захисник клубу «Естеглал» та національної збірної Ірану.

## Клубна кар'єра
У дорослому футболі дебютував 2004 року виступами за команду клубу «Фажр Сепасі», в якій провів чотири сезони, взявши участь у 78 матчах чемпіонату. 
Своєю грою за цю команду привернув увагу представників тренерського штабу клубу «Естеглал», до складу якого приєднався 2008 року. Відіграв за тегеранську команду наступні два сезони своєї ігрової кар'єри.
2010 року уклав контракт з клубом «Сепахан», у складі якого провів наступні два роки своєї кар'єри гравця. Більшість часу, проведеного у складі «Сепахана», був основним гравцем захисту команди.
До складу «Естеглала» повернувся 2012 року. 

## Виступи за збірну
2006 року дебютував в офіційних матчах у складі національної збірної Ірану.

## Титули і досягнення
- Переможець Чемпіонату Західної Азії: 2007